# Margherita di Kleve (c. 1375-1411)

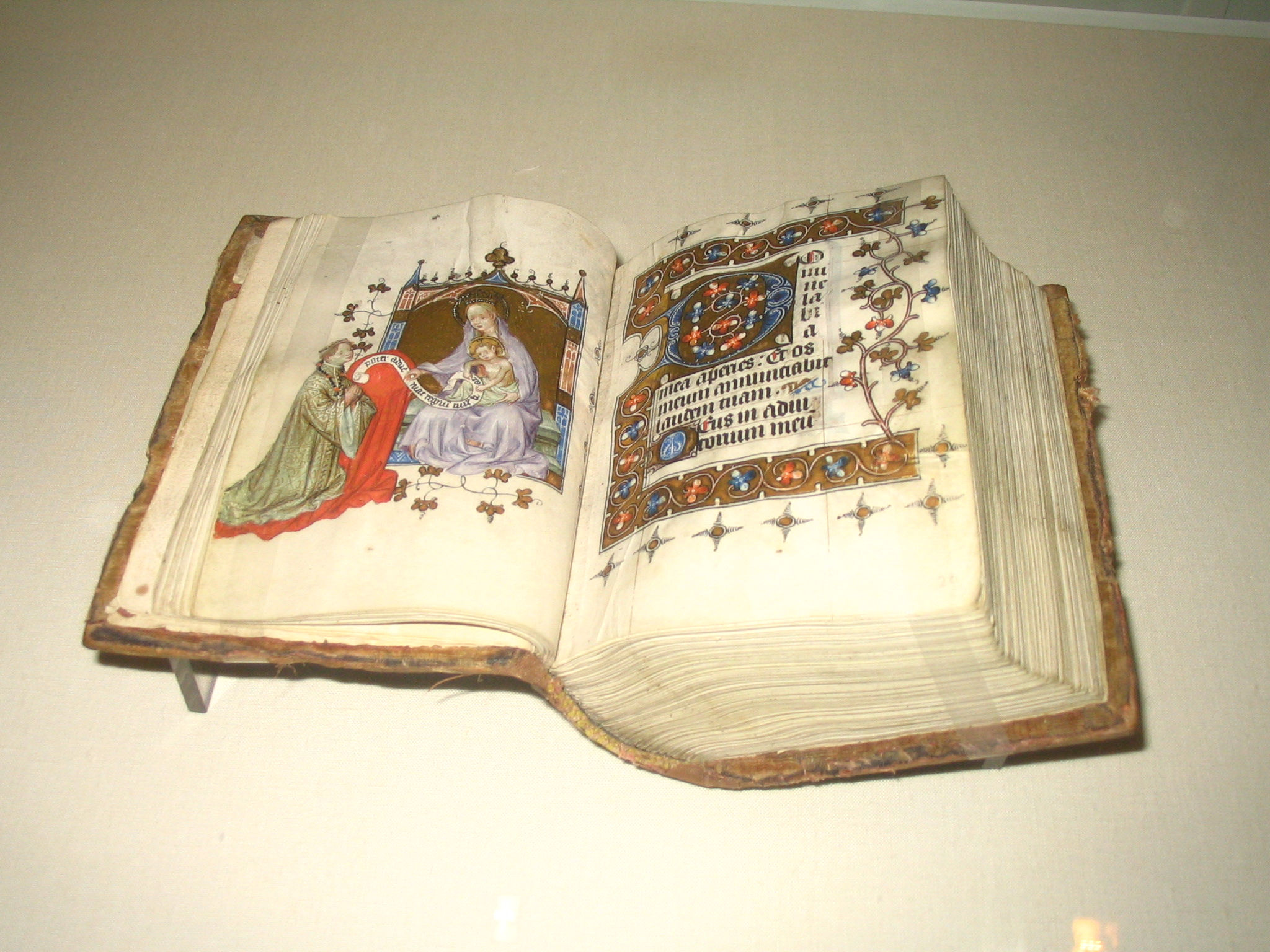
Libro delle ore di Margherita di Kleve

Margherita di Kleve (1375 circa – 14 maggio 1411) era figlia di Adolfo III di Mark, duca di Kleve, e Margherita di Jülich.

## Biografia
Venne data sposa nel 1394 al duca Alberto I di Baviera, divenendone la seconda moglie. Dal matrimonio però non nacquero figli. 
La coppia regnò a L'Aia.

## Ascendenza
|                          |                       |                            | Genitori                 |  |  | Nonni |  |  | Bisnonni                  |  |  | Trisnonni                 |  |
|                          |                       |                            |                          |  |  |       |  |  | Engelberto II de la Marca |  |  | Eberardo I, conte di Mark |  |
|                          |                       |                            |                          |  |  |       |  |  | Engelberto II de la Marca |  |  | Eberardo I, conte di Mark |  |
|                          |                       | Ermengarda di Berg         |                          |  |  |       |  |  | Engelberto II de la Marca |  |  |                           |  |
| Adolfo II di Mark        |                       |                            |                          |  |  |       |  |  | Engelberto II de la Marca |  |  |                           |  |
|                          |                       | Matilde d'Arenberg         | Giovanni d'Arenberg      |  |  |       |  |  |                           |  |  |                           |  |
|                          |                       | Matilde d'Arenberg         | Giovanni d'Arenberg      |  |  |       |  |  |                           |  |  |                           |  |
|                          |                       | Matilde d'Arenberg         | Caterina di Jülich       |  |  |       |  |  |                           |  |  |                           |  |
| Adolfo III di Mark       |                       | Matilde d'Arenberg         |                          |  |  |       |  |  |                           |  |  |                           |  |
|                          |                       | Teodorico VII di Kleve     | Teodorico VI di Kleve    |  |  |       |  |  |                           |  |  |                           |  |
|                          |                       | Teodorico VII di Kleve     | Teodorico VI di Kleve    |  |  |       |  |  |                           |  |  |                           |  |
|                          |                       | Teodorico VII di Kleve     | Margherita d'Asburgo     |  |  |       |  |  |                           |  |  |                           |  |
| Margherita di Kleve      |                       | Teodorico VII di Kleve     |                          |  |  |       |  |  |                           |  |  |                           |  |
|                          |                       | Margherita di Gheldria     | …                        |  |  |       |  |  |                           |  |  |                           |  |
|                          |                       | Margherita di Gheldria     | …                        |  |  |       |  |  |                           |  |  |                           |  |
|                          |                       | Margherita di Gheldria     | …                        |  |  |       |  |  |                           |  |  |                           |  |
| Margherita di Kleve      |                       | Margherita di Gheldria     |                          |  |  |       |  |  |                           |  |  |                           |  |
|                          | Guglielmo I di Jülich | Gerardo VI di Jülich       |                          |  |  |       |  |  |                           |  |  |                           |  |
|                          | Guglielmo I di Jülich | Gerardo VI di Jülich       |                          |  |  |       |  |  |                           |  |  |                           |  |
|                          | Guglielmo I di Jülich | Elisabetta di Brabante     |                          |  |  |       |  |  |                           |  |  |                           |  |
| Gerardo di Berg          | Guglielmo I di Jülich |                            |                          |  |  |       |  |  |                           |  |  |                           |  |
|                          |                       | Giovanna di Hainaut        | Guglielmo I di Hainaut   |  |  |       |  |  |                           |  |  |                           |  |
|                          |                       | Giovanna di Hainaut        | Guglielmo I di Hainaut   |  |  |       |  |  |                           |  |  |                           |  |
|                          |                       | Giovanna di Hainaut        | Giovanna di Valois       |  |  |       |  |  |                           |  |  |                           |  |
| Margherita di Berg       |                       | Giovanna di Hainaut        |                          |  |  |       |  |  |                           |  |  |                           |  |
|                          |                       | Ottone IV di Ravensberg    | Ottone III di Ravensberg |  |  |       |  |  |                           |  |  |                           |  |
|                          |                       | Ottone IV di Ravensberg    | Ottone III di Ravensberg |  |  |       |  |  |                           |  |  |                           |  |
|                          |                       | Ottone IV di Ravensberg    | Edvige di Lippe          |  |  |       |  |  |                           |  |  |                           |  |
| Margherita di Ravensberg |                       | Ottone IV di Ravensberg    |                          |  |  |       |  |  |                           |  |  |                           |  |
|                          |                       | Margherita di Berg-Windeck | Enrico di Berg-Windeck   |  |  |       |  |  |                           |  |  |                           |  |
|                          |                       | Margherita di Berg-Windeck | Enrico di Berg-Windeck   |  |  |       |  |  |                           |  |  |                           |  |
|                          |                       | Margherita di Berg-Windeck | Agnese di Mark           |  |  |       |  |  |                           |  |  |                           |  |
|                          |                       | Margherita di Berg-Windeck |                          |  |  |       |  |  |                           |  |  |                           |  |